# Copa do Mundo de Futsal de 2016
A Copa do Mundo de Futsal da FIFA de 2016 foi a oitava edição da competição organizada pela Federação Internacional de Futebol (FIFA). O evento foi realizado na Colômbia entre os dias 10 de setembro e 1 de outubro.
Em uma final inédita, a Argentina venceu a Rússia por 5–4 e conquistou o primeiro título na principal competição do futsal.

## Candidatura
Cinco países mostraram interesse em sediar a Copa do Mundo, mas apenas dois apresentaram a candidatura oficialmente:
- Colômbia[3]
- Chéquia[4]

Em 28 de maio de 2013 o Comitê Executivo da FIFA anunciou a Colômbia como país organizador.

## Seleções qualificadas
| Confederação                                  | Torneio de qualificação                  | Classificado (s)                                              |
| --------------------------------------------- | ---------------------------------------- | ------------------------------------------------------------- |
| AFC (Ásia)                                    | Campeonato Asiático de Futsal de 2016    | Irã Uzbequistão Tailândia Vietnã Austrália                    |
| CAF (África)                                  | Campeonato Africano de Futsal de 2016    | Marrocos Egito Moçambique                                     |
| CONCACAF (América do Norte, Central e Caribe) | Campeonato da CONCACAF de Futsal de 2016 | Costa Rica Panamá Guatemala Cuba                              |
| CONMEBOL (América do Sul)                     | Eliminatórias Sul-Americanas             | Brasil Argentina Paraguai                                     |
| OFC (Oceania)                                 | Campeonato da Oceania de Futsal de 2016  | Ilhas Salomão                                                 |
| UEFA (Europa)                                 | Eliminatórias Europeias                  | Espanha Ucrânia Cazaquistão Portugal Rússia Azerbaijão Itália |
| País-sede                                     | País-sede                                | Colômbia                                                      |

## Sedes
A Colômbia apresentou inicialmente as cidades de Bogotá, Villavicencio, Neiva, Ibagué, Bucaramanga e Cúcuta como as possíveis sedes do campeonato. Depois de um processo de inspeção técnica e exigências para a sua realização, uma reunião em novembro de 2014 confirmou quatro delas como sedes do mundial pela FIFA e pela Federação Colombiana de Futebol, sendo que Neiva foi posteriormente excluída
por não conseguir cumprir as exigências da FIFA, e Medellín substituiu Villavicencio.
Em nova inspeção em janeiro de 2016 a cidade de Ibagué foi descartada, levando a confirmação de apenas três cidades sedes – das seis inicialmente propostas – como palcos da Copa do Mundo.
| Cáli                      | Bucaramanga          | Medellín               |
| ------------------------- | -------------------- | ---------------------- |
| Coliseo El Pueblo         | Coliseo Bicentenario | Coliseo Iván de Bedout |
| Capacidade: 12 000        | Capacidade: 7 000    | Capacidade: 6 000      |
|                           |                      |                        |
| Cáli Bucaramanga Medellín |                      |                        |

## Árbitros
Os seguintes árbitros foram designados para o torneio:
| Confederação | Árbitros                 |
| ------------ | ------------------------ |
| CONMEBOL     | CHI Cristian Espíndola   |
| CONMEBOL     | COL Yuri García          |
| CONMEBOL     | BOL Henry Gutiérrez[RES] |
| CONMEBOL     | ECU José Hernández       |
| CONMEBOL     | PER César Málaga         |
| CONMEBOL     | PAR Elvis Peña           |
| CONMEBOL     | URU Daniel Rodríguez     |
| CONMEBOL     | ARG Darío Santamaría     |
| CONMEBOL     | BRA Gean Telles          |
| UEFA         | ENG Marc Birkett         |
| UEFA         | CZE Ondřej Černý         |
| UEFA         | TUR Kamil Çetin          |
| UEFA         | POR Eduardo Fernandes    |
| UEFA         | ESP Fernando Gutiérrez   |
| UEFA         | BEL Pascal Lemal         |
| UEFA         | ITA Alessandro Malfer    |
| UEFA         | FRA Cédric Pelissier     |
| UEFA         | ROU Bogdan Sorescu       |
| UEFA         | CRO Saša Tomić           |
| OFC          | SOL Rex Kamusu           |
| OFC          | NZL Chris Sinclair       |

| Confederação | Árbitros                |
| ------------ | ----------------------- |
| AFC          | UAE Khamis Al Shamsi    |
| AFC          | IRN Vahid Arzpeyma      |
| AFC          | KGZ Nurdin Bukuev       |
| AFC          | AUS Chris Colley        |
| AFC          | JPN Tomohiro Kozaki     |
| AFC          | CHN Liu Jianqiao        |
| AFC          | PHI Rey Ritaga          |
| AFC          | VIE Trương Quốc Dũng    |
| CAF          | SEN Adalbert Diouf      |
| CAF          | CMR Theodore Eyebe[RES] |
| CAF          | EGY Mohamed Hassan      |
| CAF          | MAR Khalid Hnich        |
| CAF          | ANG José Katemo         |
| CONCACAF     | CUB Sergio Cabrera      |
| CONCACAF     | CRC Ronny Castro        |
| CONCACAF     | SLV Jorge Flores        |
| CONCACAF     | GUA Carlos González     |
| CONCACAF     | MEX Francisco Rivera    |
| CONCACAF     | USA Lance Vanhaitsma    |

•* RES. ^ Árbitro reserva

## Primeira fase
|  | Equipes classificadas às oitavas de final               |
|  | Equipes classificadas como melhores terceiros colocados |
|  | Equipes eliminadas                                      |

Todas as partidas seguem o fuso horário local (UTC−5).

### Grupo A
| Seleção     | P | J | V | E | D | GP | GC | SG  |
| ----------- | - | - | - | - | - | -- | -- | --- |
| Portugal    | 7 | 3 | 2 | 1 | 0 | 15 | 2  | +13 |
| Colômbia    | 5 | 3 | 1 | 2 | 0 | 8  | 7  | +1  |
| Panamá      | 3 | 3 | 1 | 0 | 2 | 6  | 14 | –8  |
| Uzbequistão | 1 | 3 | 0 | 1 | 2 | 5  | 11 | –6  |

| 10 de setembro | Uzbequistão | 1 – 3     | Panamá                                  | Coliseo El Pueblo, Cáli                    |
| 18:00          | Anorov 39'  | Relatorio | Castrellón 16' · de León 30' · Mena 36' | Público: 7 532 Árbitro: EGY Mohamed Hassan |

| 10 de setembro | Colômbia | 1 – 1     | Portugal     | Coliseo El Pueblo, Cáli                         |
| 20:00          | Caro 1'  | Relatorio | Cardinal 40' | Público: 10 084 Árbitro: ESP Fernando Gutiérrez |

| 13 de setembro | Panamá | 0 – 9     | Portugal                                                                            | Coliseo El Pueblo, Cáli                      |
| 18:00          |        | Relatório | Ricardinho 1', 8', 11', 17' (pen2), 17' (pen2), 22' · Cardinal 5', 10' · Miguel 18' | Público: 2 774 Árbitro: FRA Cédric Pelissier |

| 13 de setembro | Colômbia                  | 3 – 3     | Uzbequistão                            | Coliseo El Pueblo, Cáli                  |
| 20:00          | Abril 18' · Caro 37', 40' | Relatório | Anorov 5' · Irsaliev 15' · Elibaev 28' | Público: 6 610 Árbitro: CZE Ondřej Černý |

| 16 de setembro | Panamá                               | 3 – 4     | Colômbia                                   | Coliseo El Pueblo, Cáli                |
| 20:00          | Brown 9' · Castrellón 28' · Mena 37' | Relatório | Caro 4' · Toro 12' · Abril 22' · Reyes 34' | Público: 9 730 Árbitro: CRO Saša Tomić |

| 16 de setembro | Portugal                                       | 5 – 1     | Uzbequistão           | Coliseo Iván de Bedout, Medellín             |
| 20:00          | Ricardinho 10', 14', 22' · André 26' · Djô 35' | Relatório | Ricardinho 11' (g.c.) | Público: 2 032 Árbitro: URU Daniel Rodríguez |

### Grupo B
| Seleção   | P | J | V | E | D | GP | GC | SG  |
| --------- | - | - | - | - | - | -- | -- | --- |
| Rússia    | 9 | 3 | 3 | 0 | 0 | 19 | 6  | +13 |
| Tailândia | 6 | 3 | 2 | 0 | 1 | 14 | 12 | +2  |
| Egito     | 3 | 3 | 1 | 0 | 2 | 9  | 9  | 0   |
| Cuba      | 0 | 3 | 0 | 0 | 3 | 7  | 22 | –15 |

| 10 de setembro | Cuba        | 1 – 7     | Egito                                                             | Coliseo Iván de Bedout, Medellín      |
| 16:00          | Marrero 32' | Relatorio | Elashwal 2' · Eid 8', 31', 33' · Mizo 11' · Homos 18' · Nader 23' | Público: 750 Árbitro: TUR Kamil Çetin |

| 10 de setembro | Tailândia                                                          | 4 – 6     | Rússia                                                                                       | Coliseo Iván de Bedout, Medellín               |
| 18:00          | Thueanklang 19' · Sornwichian 22' · Chaemcharoen 22' · Chudech 34' | Relatorio | Davydov 12' · Eder Lima 16', 26' · Madyalan 18' (g.c) · Niiazov 25' · Shayakhmetov 26' (pen) | Público: 1 043 Árbitro: CHI Cristian Espíndola |

| 13 de setembro | Egito    | 1 – 6     | Rússia                                                        | Coliseo Iván de Bedout, Medellín        |
| 18:00          | Mizo 36' | Relatório | Davydov 1' · Eder Lima 2', 21' · Rômulo 6', 31' · Niiazov 18' | Público: 457 Árbitro: KGZ Nurdin Bukuev |

| 13 de setembro | Tailândia                                                                                             | 8 – 5     | Cuba                                                      | Coliseo Iván de Bedout, Medellín         |
| 20:00          | Thaijaroen 14' · Sornwichian 15', 24' · Thueanklang 20' (pen2), 33', 40' · Chudech 26' · Wongkaeo 28' | Relatório | Domínguez 6', 25' · Baquero 8' · Marrero 12' · Mariño 19' | Público: 757 Árbitro: SEN Adalbert Diouf |

| 16 de setembro | Egito        | 1 – 2     | Tailândia                       | Coliseo Iván de Bedout, Medellín      |
| 18:00          | Elashwal 37' | Relatório | Eika 6' (g.c) · Sornwichian 22' | Público: 842 Árbitro: TUR Kamil Çetin |

| 16 de setembro | Rússia | 7 – 1     | Cuba          | Coliseo El Pueblo, Cáli                      |
| 18:00          | Davydov 16' · Chishkala 18' · Niiazov 18' · Shayakhmetov 20' · Lyskov 32' · Milovanov 33' · Abramovich 36' | Relatório | Hernández 30' | Público: 2 141 Árbitro: UAE Khamis Al Shamsi |

### Grupo C
| Seleção   | P | J | V | E | D | GP | GC | SG  |
| --------- | - | - | - | - | - | -- | -- | --- |
| Itália    | 9 | 3 | 3 | 0 | 0 | 11 | 3  | +8  |
| Paraguai  | 6 | 3 | 2 | 0 | 1 | 17 | 9  | +8  |
| Vietnã    | 3 | 3 | 1 | 0 | 2 | 5  | 11 | –6  |
| Guatemala | 0 | 3 | 0 | 0 | 3 | 7  | 17 | –10 |

| 11 de setembro | Vietnã                                            | 4 – 2     | Guatemala                 | Coliseo El Pueblo, Cáli                    |
| 18:00          | Nguyễn M. T. 20', 29', 29' · Trần V. V. 40' (pen) | Relatório | W. Ruiz 24' · P. Ruiz 31' | Público: 1 615 Árbitro: ROU Bogdan Sorescu |

| 11 de setembro | Paraguai      | 2 – 4     | Itália                                              | Coliseo El Pueblo, Cáli                    |
| 20:00          | Salas 8', 19' | Relatório | Lima 16' · Romano 23' · dos Santos 25' · Merlim 32' | Público: 2 220 Árbitro: CUB Sergio Cabrera |

| 14 de setembro | Guatemala        | 1 – 5     | Itália                                  | Coliseo El Pueblo, Cáli                      |
| 18:00          | Romano 8' (g.c.) | Relatório | Fortino 3', 19', 32' · Leggiero 4', 34' | Público: 1 048 Árbitro: URU Daniel Rodríguez |

| 14 de setembro | Paraguai                                                                                                 | 7 – 1     | Vietnã         | Coliseo El Pueblo, Cáli                |
| 20:00          | Martínez 3' · Salas 11' · E. Ayala 12' · Trần L. V. 13' (g.c.) · Villalba 18' · Rejala 34' · Pedrozo 39' | Relatório | Trần V. V. 40' | Público: 2 193 Árbitro: CRO Saša Tomić |

| 17 de setembro | Guatemala                                              | 4 – 8     | Paraguai                                                                                  | Coliseo El Pueblo, Cáli                  |
| 18:00          | Arévalo 2' · Enríquez 3' · Mansilla 34' · González 39' | Relatório | E. Ayala 17', 18', 24' · Rejala 19' · Pedrozo 27' · Morel 35' · Martínez 36' · Franco 40' | Público: 4 123 Árbitro: BEL Pascal Lemal |

| 17 de setembro | Itália               | 2 – 0     | Vietnã | Coliseo Bicentenario, Bucaramanga       |
| 18:00          | Lima 5' · Murilo 27' | Relatório |        | Público: 1 374 Árbitro: ANG José Katemo |

### Grupo D
| Seleção    | P | J | V | E | D | GP | GC | SG  |
| ---------- | - | - | - | - | - | -- | -- | --- |
| Brasil     | 9 | 3 | 3 | 0 | 0 | 29 | 5  | +24 |
| Ucrânia    | 6 | 3 | 2 | 0 | 1 | 8  | 6  | +2  |
| Austrália  | 3 | 3 | 1 | 0 | 2 | 5  | 16 | –11 |
| Moçambique | 0 | 3 | 0 | 0 | 3 | 7  | 22 | –15 |

| 11 de setembro | Moçambique          | 2 – 3     | Austrália                                   | Coliseo Bicentenario, Bucaramanga           |
| 16:00          | Calo 32' · Dino 35' | Relatório | Barrientos 11' · Cooper 18' · Giovenali 19' | Público: 2 014 Árbitro: GUA Carlos González |

| 11 de setembro | Ucrânia            | 1 – 3     | Brasil                                          | Coliseo Bicentenario, Bucaramanga         |
| 18:00          | Myko. Grytsyna 26' | Relatório | Rodrigo 7' · Falcão 10' · O. Sorokin 35' (g.c.) | Público: 4 443 Árbitro: KGZ Nurdin Bukuev |

| 14 de setembro | Austrália    | 1 – 11    | Brasil | Coliseo Bicentenario, Bucaramanga        |
| 18:00          | Giovenali 4' | Relatório | Rodrigo 2' · Fernandinho 8', 26' · Falcão 12', 23', 39' · Bateria 19' · Dieguinho 25', 40' · Jé 28' · Lockhart 39' (g.c.) | Público: 2 678 Árbitro: ENG Marc Birkett |

| 14 de setembro | Ucrânia                                                         | 4 – 2     | Moçambique          | Coliseo Bicentenario, Bucaramanga      |
| 20:00          | O. Sorokin 1' · Mykh. Grytsyna 8' · Ovsyannikov 25' · Koval 37' | Relatório | Dino 19' · Calo 19' | Público: 3 464 Árbitro: SOL Rex Kamusu |

| 17 de setembro | Austrália    | 1 – 3     | Ucrânia                                  | Coliseo Bicentenario, Bucaramanga          |
| 16:00          | Zeballos 38' | Relatório | Zhurba 7' · Bondar 35' · Ovsyannikov 40' | Público: 876 Árbitro: MEX Francisco Rivera |

| 17 de setembro | Brasil | 15 – 3    | Moçambique                            | Coliseo El Pueblo, Cáli                |
| 16:00          | Rodrigo 1', 7' · Xuxa 2', 12' · Dieguinho 13', 14' · Jackson 16' · Fernandinho 19', 30' · Bateria 29' · Ari 29', 32' · Falcão 35' (pen), 37', 38' | Relatório | Mário 16' (pen) · Magu 30' · Dino 38' | Público: 3 567 Árbitro: SOL Rex Kamusu |

### Grupo E
| Seleção       | P | J | V | E | D | GP | GC | SG  |
| ------------- | - | - | - | - | - | -- | -- | --- |
| Argentina     | 7 | 3 | 2 | 1 | 0 | 10 | 5  | +5  |
| Cazaquistão   | 6 | 3 | 2 | 0 | 1 | 13 | 2  | +11 |
| Costa Rica    | 4 | 3 | 1 | 1 | 1 | 7  | 7  | 0   |
| Ilhas Salomão | 0 | 3 | 0 | 0 | 3 | 5  | 21 | –16 |

| 12 de setembro | Ilhas Salomão               | 2 – 4     | Costa Rica                                        | Coliseo Bicentenario, Bucaramanga    |
| 18:00          | Ragomo 36' (pen) · Bule 39' | Relatório | Paniagua 19', 33' (pen) · Chaves 24' · Brenes 37' | Público: 752 Árbitro: PAR Elvis Peña |

| 12 de setembro | Argentina       | 1 – 0     | Cazaquistão | Coliseo Bicentenario, Bucaramanga        |
| 20:00          | A. Vaporaki 20' | Relatório |             | Público: 1 794 Árbitro: AUS Chris Colley |

| 15 de setembro | Costa Rica   | 1 – 3     | Cazaquistão                     | Coliseo Bicentenario, Bucaramanga            |
| 18:00          | Paniagua 15' | Relatório | Douglas 1' · Taku 16' · Léo 21' | Público: 903 Árbitro: CHI Cristian Espíndola |

| 15 de setembro | Argentina                                                                     | 7 – 3     | Ilhas Salomão                    | Coliseo Bicentenario, Bucaramanga            |
| 20:00          | Brandi 3' · Basile 9' · Borruto 11', 20', 28' · Taborda 14' · A. Vaporaki 31' | Relatório | Bule 6' · Makau 12' · Ragomo 23' | Público: 2 111 Árbitro: USA Lance Vanhaitsma |

| 18 de setembro | Costa Rica                | 2 – 2     | Argentina                | Coliseo Bicentenario, Bucaramanga             |
| 16:00          | Cordero 19' · Cubillo 30' | Relatório | Basile 31' · Wilhelm 35' | Público: 1 959 Árbitro: POR Eduardo Fernandes |

| 18 de setembro | Cazaquistão                                                                                    | 10 – 0    | Ilhas Salomão | Coliseo Iván de Bedout, Medellín          |
| 16:00          | Dovgan 4' · Knaub 9', 22' · Douglas 16', 29' · Léo 18' · Taku 28', 30' · Mun 29' · Pengrin 38' | Relatório |               | Público: 727 Árbitro: JPN Tomohiro Kozaki |

### Grupo F
| Seleção    | P | J | V | E | D | GP | GC | SG |
| ---------- | - | - | - | - | - | -- | -- | -- |
| Espanha    | 9 | 3 | 3 | 0 | 0 | 13 | 6  | +7 |
| Azerbaijão | 4 | 3 | 1 | 1 | 1 | 10 | 7  | +3 |
| Irã        | 4 | 3 | 1 | 1 | 1 | 9  | 11 | –2 |
| Marrocos   | 0 | 3 | 0 | 0 | 3 | 6  | 14 | –8 |

| 12 de setembro | Marrocos | 0 – 5     | Azerbaijão                                              | Coliseo Iván de Bedout, Medellín        |
| 18:00          |          | Relatório | Vassoura 15', 18', 33' · Gallo 29' · Thiago Bolinha 33' | Público: 1 016 Árbitro: ANG José Katemo |

| 12 de setembro | Irã                   | 1 – 5     | Espanha                                                           | Coliseo Iván de Bedout, Medellín         |
| 20:00          | Hassanzadeh 28' (pen) | Relatório | Lozano 1' · José Ruíz 7' · Aicardo 17' (pen2), 33' · Miguelín 27' | Público: 1 980 Árbitro: PER César Málaga |

| 15 de setembro | Azerbaijão                       | 2 – 4     | Espanha                                                       | Coliseo Iván de Bedout, Medellín              |
| 18:00          | Vassoura 3' · Thiago Bolinha 40' | Relatório | Vassoura 5' (g.c.), 14' (g.c.) · Fernandão 27' · Miguelín 36' | Público: 1 221 Árbitro: ITA Alessandro Malfer |

| 15 de setembro | Irã                                                          | 5 – 3     | Marrocos                          | Coliseo Iván de Bedout, Medellín           |
| 20:00          | Tayebi 10' · Javid 15' · Hassanzadeh 16', 24' · Tavakoli 18' | Relatório | Jouad 16' · Habil 19' (pen2), 33' | Público: 1 509 Árbitro: CUB Sergio Cabrera |

| 18 de setembro | Azerbaijão                         | 3 – 3     | Irã                                         | Coliseo Iván de Bedout, Medellín         |
| 18:00          | Thiago Bolinha 2' · Gallo 22', 32' | Relatório | Esmaeilpour 1' · Tavakoli 21' · Tayyebi 36' | Público: 1 108 Árbitro: PER César Málaga |

| 18 de setembro | Espanha                                        | 4 – 3     | Marrocos                       | Coliseo Bicentenario, Bucaramanga       |
| 18:00          | Lozano 8', 33' · Aicardo 17' · Raúl Campos 19' | Relatório | Habil 14', 34' · El Mazray 24' | Público: 2 696 Árbitro: COL Yuri García |

### Melhores terceiros classificados
As melhores quatro seleções terceiro colocadas nos grupos também avançam para as oitavas de final.
| Seleção    | P | J | V | E | D | GP | GC | SG  | Grupo |
| ---------- | - | - | - | - | - | -- | -- | --- | ----- |
| Costa Rica | 4 | 3 | 1 | 1 | 1 | 7  | 7  | 0   | E     |
| Irã        | 4 | 3 | 1 | 1 | 1 | 9  | 11 | –2  | F     |
| Egito      | 3 | 3 | 1 | 0 | 2 | 9  | 9  | 0   | B     |
| Vietnã     | 3 | 3 | 1 | 0 | 2 | 5  | 11 | –6  | C     |
| Panamá     | 3 | 3 | 1 | 0 | 2 | 6  | 14 | –8  | A     |
| Austrália  | 3 | 3 | 1 | 0 | 2 | 5  | 16 | –11 | D     |

## Fase final
|  | Oitavas de final             | Oitavas de final          |                              |       | Quartas de final | Quartas de final |                     |                     | Semifinais | Semifinais |  |  | Final | Final |
|  |                              |                           |                              |       |                  |                  |                     |                     |            |            |  |  |       |       |
|  | 20 de setembro – Cáli        |                           |                              |       |                  |                  |                     |                     |            |            |  |  |       |       |
|  |                              |                           |                              |       |                  |                  |                     |                     |            |            |  |  |       |       |
|  | Colômbia                     | 0 (2)                     |                              |       |                  |                  |                     |                     |            |            |  |  |       |       |
|  | Colômbia                     | 0 (2)                     | 24 de setembro – Bucaramanga |       |                  |                  |                     |                     |            |            |  |  |       |       |
|  | Paraguai (pen)               | 0 (3)                     |                              |       |                  |                  |                     |                     |            |            |  |  |       |       |
|  | Paraguai (pen)               | 0 (3)                     | Paraguai                     | 3     |                  |                  |                     |                     |            |            |  |  |       |       |
|  | 21 de setembro – Bucaramanga |                           | Paraguai                     | 3     |                  |                  |                     |                     |            |            |  |  |       |       |
|  |                              | Irã (pro)                 | 4                            |       |                  |                  |                     |                     |            |            |  |  |       |       |
|  | Brasil                       | Irã (pro)                 | 4                            | 4 (2) |                  |                  |                     |                     |            |            |  |  |       |       |
|  | Brasil                       |                           | 27 de setembro – Medellín    | 4 (2) |                  |                  |                     |                     |            |            |  |  |       |       |
|  | Irã (pen)                    | 4 (3)                     |                              |       |                  |                  |                     |                     |            |            |  |  |       |       |
|  | Irã (pen)                    | 4 (3)                     | Irã                          | 3     |                  |                  |                     |                     |            |            |  |  |       |       |
|  | 20 de setembro – Medellín    |                           | Irã                          | 3     |                  |                  |                     |                     |            |            |  |  |       |       |
|  |                              | Rússia                    | 4                            |       |                  |                  |                     |                     |            |            |  |  |       |       |
|  | Rússia                       | Rússia                    | 4                            | 7     |                  |                  |                     |                     |            |            |  |  |       |       |
|  | Rússia                       | 24 de setembro – Cáli     |                              | 7     |                  |                  |                     |                     |            |            |  |  |       |       |
|  | Vietnã                       | 0                         |                              |       |                  |                  |                     |                     |            |            |  |  |       |       |
|  | Vietnã                       | 0                         | Rússia                       | 6     |                  |                  |                     |                     |            |            |  |  |       |       |
|  | 21 de setembro – Medellín    |                           | Rússia                       | 6     |                  |                  |                     |                     |            |            |  |  |       |       |
|  |                              | Espanha                   | 2                            |       |                  |                  |                     |                     |            |            |  |  |       |       |
|  | Espanha                      | Espanha                   | 2                            | 5     |                  |                  |                     |                     |            |            |  |  |       |       |
|  | Espanha                      |                           | 1 de outubro – Cáli          | 5     |                  |                  |                     |                     |            |            |  |  |       |       |
|  | Cazaquistão                  | 2                         |                              |       |                  |                  |                     |                     |            |            |  |  |       |       |
|  | Cazaquistão                  | 2                         | Rússia                       | 4     |                  |                  |                     |                     |            |            |  |  |       |       |
|  | 22 de setembro – Bucaramanga |                           | Rússia                       | 4     |                  |                  |                     |                     |            |            |  |  |       |       |
|  |                              | Argentina                 | 5                            |       |                  |                  |                     |                     |            |            |  |  |       |       |
|  | Argentina (pro)              | Argentina                 | 5                            | 1     |                  |                  |                     |                     |            |            |  |  |       |       |
|  | Argentina (pro)              | 25 de setembro – Medellín |                              | 1     |                  |                  |                     |                     |            |            |  |  |       |       |
|  | Ucrânia                      | 0                         |                              |       |                  |                  |                     |                     |            |            |  |  |       |       |
|  | Ucrânia                      | 0                         | Argentina                    | 5     |                  |                  |                     |                     |            |            |  |  |       |       |
|  | 22 de setembro – Cáli        |                           | Argentina                    | 5     |                  |                  |                     |                     |            |            |  |  |       |       |
|  |                              | Egito                     | 0                            |       |                  |                  |                     |                     |            |            |  |  |       |       |
|  | Itália                       | Egito                     | 0                            | 3     |                  |                  |                     |                     |            |            |  |  |       |       |
|  | Itália                       |                           | 28 de setembro – Cáli        | 3     |                  |                  |                     |                     |            |            |  |  |       |       |
|  | Egito (pro)                  | 4                         |                              |       |                  |                  |                     |                     |            |            |  |  |       |       |
|  | Egito (pro)                  | 4                         | Argentina                    | 5     |                  |                  |                     |                     |            |            |  |  |       |       |
|  | 22 de setembro – Medellín    |                           | Argentina                    | 5     |                  |                  |                     |                     |            |            |  |  |       |       |
|  |                              | Portugal                  | 2                            |       | Terceiro lugar   | Terceiro lugar   |                     |                     |            |            |  |  |       |       |
|  | Tailândia                    | Portugal                  | 2                            | 8     | Terceiro lugar   | Terceiro lugar   |                     |                     |            |            |  |  |       |       |
|  | Tailândia                    | 25 de setembro – Cáli     | 25 de setembro – Cáli        | 8     |                  |                  | 1 de outubro – Cáli | 1 de outubro – Cáli |            |            |  |  |       |       |
|  | Azerbaijão (pro)             | 25 de setembro – Cáli     | 25 de setembro – Cáli        | 13    |                  |                  | 1 de outubro – Cáli | 1 de outubro – Cáli |            |            |  |  |       |       |
|  | Azerbaijão (pro)             | Azerbaijão                | 2                            | 13    | Irã (pen)        | 2 (4)            |                     |                     |            |            |  |  |       |       |
|  | 21 de setembro – Cáli        | Azerbaijão                | 2                            |       | Irã (pen)        | 2 (4)            |                     |                     |            |            |  |  |       |       |
|  |                              | Portugal                  | 3                            |       | Portugal         | 2 (3)            |                     |                     |            |            |  |  |       |       |
|  | Portugal                     | Portugal                  | 3                            | 4     | Portugal         | 2 (3)            |                     |                     |            |            |  |  |       |       |
|  | Portugal                     |                           |                              | 4     |                  |                  |                     |                     |            |            |  |  |       |       |
|  | Costa Rica                   | 0                         |                              |       |                  |                  |                     |                     |            |            |  |  |       |       |
|  | Costa Rica                   | 0                         |                              |       |                  |                  |                     |                     |            |            |  |  |       |       |

### Oitavas de final
| 20 de setembro | Rússia                                                                                      | 7 – 0     | Vietnã | Coliseo Iván de Bedout, Medellín       |
| 17:30          | Chishkala 3' · Abramovich 10', 13' · Abramov 18' · Niiazov 22' · Rômulo 30' · Milovanov 37' | Relatório |        | Público: 643 Árbitro: SLV Jorge Flores |

| 20 de setembro | Colômbia | 0 – 0 (pro) | Paraguai | Coliseo El Pueblo, Cáli                    |
| 20:00          |          | Relatório   |          | Público: 5 988 Árbitro: ROU Bogdan Sorescu |

|                         |       | Penalidades                         |  |
| Toro Zúñiga Duque Otero | 2 – 3 | E. Ayala J. Salas A. Salas G. Ayala |  |

| 21 de setembro | Brasil                              | 4 – 4 (pro) | Irã                                                        | Coliseo Bicentenario, Bucaramanga        |
| 17:30          | Falcão 9', 13', 48' · Dieguinho 29' | Relatório   | Tayyebi 14' · Kazemi 31' · Hassanzadeh 37' · Keshavarz 48' | Público: 1 576 Árbitro: CZE Ondřej Černý |

|                    |       | Penalidades                        |  |
| Rodrigo Ari Falcão | 2 – 3 | Hassanzadeh Sangsefidi Esmaeilpour |  |

| 21 de setembro | Espanha                                                                      | 5 – 2     | Cazaquistão                     | Coliseo Iván de Bedout, Medellín         |
| 17:30          | Lozano 3' · Bebe 23' · Nurgozhin 32' (g.c.) · Raúl Campos 39' · Miguelín 40' | Relatório | Yessenamanov 5' · Nurgozhin 31' | Público: 985 Árbitro: IRN Vahid Arzpeyma |

| 21 de setembro | Portugal                                         | 4 – 0     | Costa Rica | Coliseo El Pueblo, Cáli                  |
| 20:00          | Ricardinho 5', 22' · André 26' · Tiago Brito 27' | Relatório |            | Público: 1 072 Árbitro: MAR Khalid Hnich |

| 22 de setembro | Argentina            | 1 – 0 (pro) | Ucrânia | Coliseo Bicentenario, Bucaramanga       |
| 17:30          | Cuzzolino 49' (pen2) | Relatório   |         | Público: 866 Árbitro: KGZ Nurdin Bukuev |

| 22 de setembro | Tailândia                                                                                | 8 – 13 (pro) | Azerbaijão | Coliseo Iván de Bedout, Medellín             |
| 17:30          | Thueanklang 9', 13' · Wongkaeo 18', 19', 26' · Sornwichian 22' · Chudech 37', 45' (pen2) | Relatório    | Vassoura 4', 44' · Fineo 6', 13', 44', 48', 49' · Borisov 14' · Thiago Bolinha 28', 29', 41' · Poletto 31' · Huseynli 49' | Público: 838 Árbitro: ESP Fernando Gutiérrez |

| 22 de setembro | Itália                         | 3 – 4 (pro) | Egito                             | Coliseo El Pueblo, Cáli                     |
| 20:00          | Murilo 7', 35' · Ercolessi 20' | Relatório   | Elashwal 7', 19', 48' · Essam 34' | Público: 1 125 Árbitro: GUA Carlos González |

### Quartas de final
| 24 de setembro | Paraguai                                      | 3 – 4 (pro) | Irã                                   | Coliseo Bicentenario, Bucaramanga        |
| 15:30          | F. Martínez 13' · J. Salas 20' · Villalba 39' | Relatório   | Esmaeilpour 16', 50' · Javid 23', 36' | Público: 2 155 Árbitro: ENG Marc Birkett |

| 24 de setembro | Rússia                                                                      | 6 – 2     | Espanha                   | Coliseo El Pueblo, Cáli                 |
| 18:00          | Chishkala 3', 15' · Eder Lima 19', 31' · Fernandão 27' (g.c.) · Gustavo 39' | Relatório | Rivillos 3' · Miguelín 6' | Público: 3 009 Árbitro: BRA Gean Telles |

| 25 de setembro | Argentina                                                                | 5 – 0     | Egito | Coliseo Iván de Bedout, Medellín              |
| 15:30          | Taborda 12' · Stazzone 14' · Basile 28' · Cuzzolino 29' · Battistoni 34' | Relatório |       | Público: 2 529 Árbitro: ITA Alessandro Malfer |

| 25 de setembro | Azerbaijão                       | 2 – 3     | Portugal                                 | Coliseo El Pueblo, Cáli                    |
| 18:00          | Thiago Bolinha 13' · Eduardo 35' | Relatório | Djô 8' · João Matos 18' · Ricardinho 28' | Público: 2 974 Árbitro: CUB Sergio Cabrera |

### Semifinais
| 27 de setembro | Irã                                           | 3 – 4     | Rússia                                                      | Coliseo Iván de Bedout, Medellín          |
| 19:00          | Esmaeilpour 17' · Hassanzadeh 30' · Javid 40' | Relatório | Lyskov 14' · Abramov 23' · Shayakhmetov 30' · Chishkala 40' | Público: 3 510 Árbitro: KGZ Nurdin Bukuev |

| 28 de setembro | Argentina                                                                | 5 – 2     | Portugal                | Coliseo El Pueblo, Cáli                  |
| 19:00          | Borruto 5' · Stazzone 11' · A. Vaporaki 12' · Brandi 13' · Cuzzolino 36' | Relatório | Ré 9' · Tiago Brito 37' | Público: 7 610 Árbitro: CZE Ondřej Černý |

### Terceiro lugar
| 1 de outubro | Irã                           | 2 – 2     | Portugal          | Coliseo El Pueblo, Cáli                       |
| 12:00        | Kazemi 26' · Javid 36' (pen2) | Relatório | Cardinal 21', 21' | Público: 4 018 Árbitro: ITA Alessandro Malfer |

|                                                |       | Penalidades                                            |  |
| Hassanzadeh Taheri Tayyebi Kazemi Ahmadi Javid | 4 – 3 | Cardinal Tiago Brito Ricardinho Bruno André João Matos |  |

### Final
| 1 de outubro | Rússia                                      | 4 – 5     | Argentina                                                                  | Coliseo El Pueblo, Cáli                        |
| 14:30        | Eder Lima 16', 22', 40' (pen2) · Lyskov 39' | Relatório | A. Vaporaki 16' · Cuzzolino 20' (pen2) · Brandi 22', 24' · C. Vaporaki 39' | Público: 8 559 Árbitro: ESP Fernando Gutiérrez |

## Premiação
| Vencedor            |
| Argentina           |
| ------------------- |
| ARGENTINA 1º título |

| Vice-campeão | Rússia |

| 3° lugar | Irã |

| 4° lugar | Portugal |

Os seguintes prêmios foram designados no torneio:
| Prêmio FIFA Chuteira de Ouro                     | Prêmio FIFA Fair Play | Prêmio FIFA Luva de Ouro | Prêmio FIFA Bola de Ouro                                          |
| ------------------------------------------------ | --------------------- | ------------------------ | ----------------------------------------------------------------- |
| 1. POR Ricardinho 2. RUS Eder Lima 3. BRA Falcão | Vietnã                | ARG Nicolás Sarmiento    | 1. ARG Fernando Wilhelm 2. RUS Eder Lima 3. IRN Ahmad Esmaeilpour |

## Artilharia
| Gols | Jogador              | Seleção    |
| ---- | -------------------- | ---------- |
| 12   | Ricardinho           | Portugal   |
| 10   | Eder Lima            | Rússia     |
| 10   | Falcão               | Brasil     |
| 7    | Thiago Bolinha       | Azerbaijão |
| 6    | Suphawut Thueanklang | Tailândia  |
| 6    | Vassoura             | Azerbaijão |